# Urasoe
Urasoe (浦添市 Urasoe-shi?, okinawense: Urashii)  es una ciudad situada en la prefectura de Okinawa, Japón. 
A partir de noviembre de 2012, la ciudad tiene un estimado de población de 113 718 y una densidad poblacional de 5956.9 personas por km². La superficie total es de 19,09 km². 
Un base militar del cuerpo de marines de Estados Unidos  se encuentra en la costa de la ciudad.

## Etimología
El nombre "Urasoe" se compone de dos kanjis, el primero, 浦 , que significa "zona costera", y el segundo, 添 , significa "gobernante" o "uniendo". El nombre viene a referencia "gobernar sobre muchas áreas".

## Historia
Urasoe fue la capital del reino original okinawense de Chūzan durante varios siglos hasta que fue suplantada por Shuri a finales del siglo XIV o principios del XV. Shunten (1166-1237), el rey Chuzan gobernó desde Urasoe, al igual que su hijo y su nieto.Durante gran parte del siglo XIV, el castillo de Urasoe fue el más grande en la isla de Okinawa. El castillo ahora contiene los restos de varios reyes del reino de Ryukyu.
Urasoe fue completamente arrasada durante la batalla de Okinawa en 1945 al final de la Segunda Guerra Mundial . El 45% de la población, unos 4117 residentes, murieron durante la batalla. La oficina de la aldea de Urasoe se restableció en 1946 para llevar a cabo las funciones administrativas básicas y restaurar tierras agrícolas. El pueblo vio un aumento significativo de la presencia militar estadounidense en 1950, que con el tiempo se convirtió en el Campamento Kinser . La población de Urasoe aumentó rápidamente desde 1956, y la ciudad se convirtió en una ciudad dormitorio de Naha en ese período. Urasoe fue elevado a la categoría de ciudad el 1 de julio de 1970.

## Geografía
Urasoe está al sur de la isla de Okinawa. El terreno es accidentado y montañoso al este y llano al oeste, lo cual es utilizado para la agricultura, pero se ha ido urbanizando en gran medida a su proximidad a la capital de la prefectura, Naha .

## Economía
La ciudad es sede de la compañía de cerveza Orion.

## Cultura
- Teatro Nacional de Okinawa, abrió sus puertas en 2004.[3]

## Gente famosa
- Yukie Nakama